# Daniel Boulanger
Daniel Boulanger, fr.: da'niɛl bulɑ̃'ʒe (ur. 24 stycznia 1922 w Compiègne, zm. 27 października 2014 w Senlis) — francuski prozaik, poeta, scenarzysta filmowy oraz aktor, jeden z najwybitniejszych nowelistów francuskich. Jego pisarstwo, osadzone w realistycznej obserwacji obyczajowej i psychologicznej, pełne jest niedomówień i wieloznaczności. Od 1983 był członkiem Akademii Goncourt, w 2008 złożył dymisję.

## Twórczość
- Czy zna pan Maronne? — wyd. polskie Książka i Wiedza, w roku 1986, w przekładzie Ewy Fiszer. Na podstawie tej książki powstał spektakl telewizyjny w reżyserii Marka Gracza z roku 1990.
- Lustro — wyd. polskie Książka i Wiedza, 1985
- Biały pejzaż — wyd. polskie Książka i Wiedza, 1983

## Nagrody
- 1971 nagroda Akademii Francuskiej za książkę Vessies et lanternes
- 1973 Nagroda Goncourtów za tom nowel Fouette, cocher! – wydanie polskie pod tytułem Biały pejzaż